# سیستم گروه خونی ABO

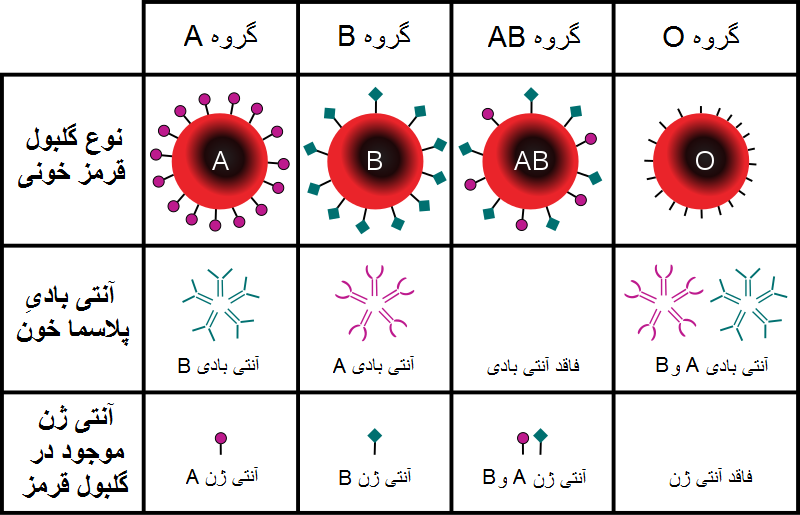
جدول خلاصه گروه‌های خونی در سیستم ABO

در سال ۱۹۰۱ میلادی کارل لندشتاینر، ایمونولوژیست آلمانی برای نخستین بار، وجود آنتی ژنهای گروه خونی بر روی گلبولهای قرمز و نیز آنتی بادیهایی علیه همان آنتی ژنها را در سرم انسان ثابت نمود. او دریافت که نوعی ترکیب شیمیایی در خون افراد مختلف متفاوت است. لندشتاینر، ابتدا گلبولهای قرمز را از سرم جدا کرد و سپس به مطالعه نتایج حاصل از مخلوط کردن سرم و گلبولهای قرمز افراد مختلف پرداخت. وی دریافت که سرم بعضی از افراد قادر به آگلوتینه کردن گلبولهای قرمز برخی دیگر از افراد می‌باشد، اما بر روی گلبولهای قرمز همه افراد مؤثر نیست. در تجزیه و تحلیل نتایج، او فهمید که می‌توان افراد را از نظر گروه‌های خونی به گروه‌هایی تقسیم نمود:
- گروه خونی A: آنتی ژن نوع A را در سطح گلبول قرمز خود دارند و در پلاسمای خونشان نیز آنتی کور B (ضد آنتی ژن B) را دارا هستند.
- گروه خونی B: آنتی ژن نوع B را در سطح گلبو لهای قرمز خود را دارند و در پلاسمای خونشان نیز آنتی کور A (ضد آنتی ژن A) را دارند.
- گروه خونی AB: آنتی ژن نوع A و B را در سطح گلبولهای قرمز خود را دارند و در پلاسمای خونشان نیز هیچ‌یک از آنتی کورها را ندارند.
- گروه خونی O: هیچ‌یک از آنتی ژنها را در سطح گلبولهای قرمز خود ندارند ولی هر دو آنتی کور را دارا هستند.

این سیستم علاوه بر انسان، در برخی از حیوانات مانند جوندگان و کپی‌ها وجود دارد.